# 丸韓

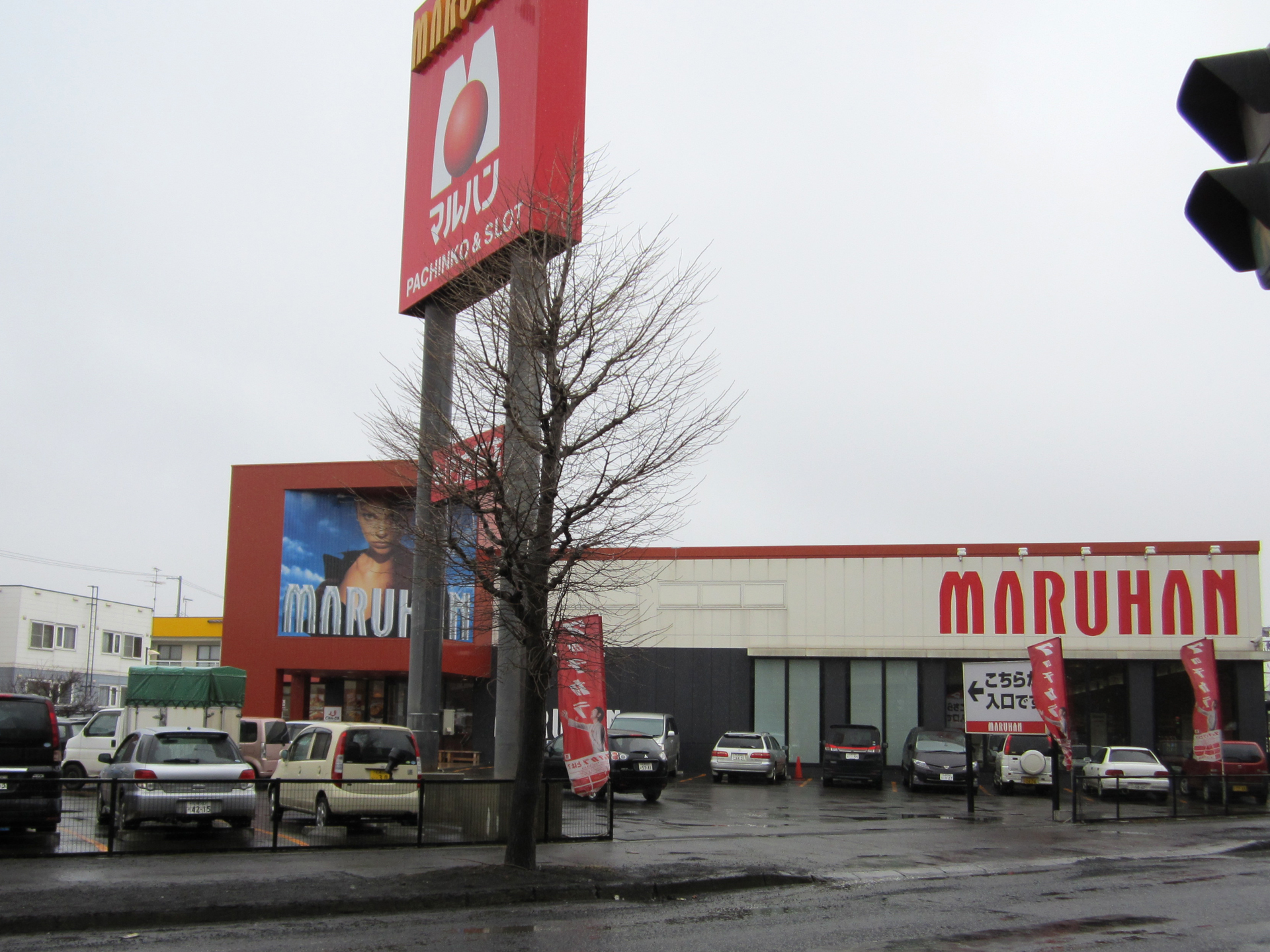
北海道札幌市白石店

丸韓股份有限公司，簡稱丸韓股份，以及丸韓（英語：Maruhan Corporation），在1972年由韓籍日本商人韓昌祐創立（1957年創業），當時名為「西原産業株式会社」,在2001年放棄韓國國籍並於同年正式歸化日本籍。
業務除了在日本經營彈珠機外，還經營保龄球、高尔夫练习场、游乐园、电影院、金融，以及其他各种娱乐休闲设施的经营维护。而在2006年，丸韓計劃在東京證券交易所上市，但由於受到監管嚴苛限制，加上牽涉博彩，以及難以避免地與組織犯罪（黑社會）扯上關係，故此已否決申請上市。主要地區包括沖繩縣、德島縣、鳥取縣、島根縣等266家店舖。旗下金融公司包括在柬埔寨經營的，丸韓日本銀行。
總部位於東京都千代田區丸之內一丁目11-1盈科拓展丸之內大廈28樓（東京），以及京都府京都市上京區出町今出川上る青龍町231（京都）。美國財富雜誌世界500強在2011年排名為407位。

## 連結
- Maruhan.co.jp（页面存档备份，存于）